# Impatiens saliensis
Impatiens saliensis är en balsaminväxtart som beskrevs av Georg Martin Schulze. Impatiens saliensis ingår i släktet balsaminer, och familjen balsaminväxter. Inga underarter finns listade i Catalogue of Life.